# Tidslinje for Romerriget
Dette er en tidslinje for Romerrigets historie, der omfatter vigtige juridiske, territoriale og politiske begivenheder i Romerriget. Tidslinjen indeholder begivenheder for det Romerske Kongerige (753 f.Kr. – 509 f.Kr.), den Romerske Republik (509 f.Kr. – 27 f.Kr.), det Romerske Kejserrige (27 f.Kr. – 395 e.Kr.) samt det Vestromerske Rige (395 e.Kr. – 476 e.Kr.) og Østromerske Rige (395 e.Kr. – 1453 e.Kr.)..

## 8. og 7. århundrede f.Kr.
| År                    | Begivenhed |
| --------------------- | --- |
| 753 f.Kr. (21. april) | I henhold til de romerske legender grundlægges byen Rom i dette år af de ulve-opfostrede tvillingebrødre Romulus og Remus. Hermed etableres det Romerske Kongerige.                                                         |
| 752 f.Kr.             | Romulus, den første konge af Rom, fejrer den første romerske triumf efter sin sejr over Caeninenses, efterfulgt af Kidnapningen af Sabines kvinder. Senere på året fejrer han endnu en triumf efter sejren over Antemnates. |
| 752 f.Kr.             | Roms første kolonier etableres. |
| 715 f.Kr.             | Numa Pompilius bliver den anden konge af Rom. |
| 673 f.Kr.             | Tullus Hostilius bliver den tredje konge af Rom. |
| 667 f.Kr.             | Byzans bliver grundlagt af megariske kolonister. |
| 642 f.Kr.             | Tullus Hostilius dør. |
| 642 f.Kr.             | Kurieforsamlingen, en af det antikke Roms lovgivende forsamlinger, vælger Ancus Marcius til konge af Rom. |
| 617 f.Kr.             | Ancus Marcius dør |
| 616 f.Kr.             | Kurieforsamlingen vælger Lucius Tarquinius Priscus til konge af Rom. |

## 6. århundrede f.Kr.
| År        | Begivenhed |
| --------- | --- |
| 575 f.Kr. | Senatet accepterede regenten Servius Tullius som konge af Rom. |
| 535 f.Kr. | Servius Tullius bliver myrdet af sin datter Tullia Minor og hendes mand Lucius Tarquinius Superbus. Herefter erklærer Tarquinius Superbus sig selv som konge af Rom på trappen til Curia Hostilia. |
| 509 f.Kr. | Patricieren Lucretia bliver voldtaget af Lucius Tarquinius Superbus' søn Sextus Tarquinius. |
| 509 f.Kr. | Det Romerske Kongeriges fald: Efter Lucretias begår selvmord sammenkalder Lucius Junius Brutus kurieforsamlingen. Denne forsamling går med til at vælte og udvise Lucius Tarquinius Superbus, ligesom man samtidig fremlægger en midlertidig forfatning, hvor to konsuler skal fungere som en fælles udøvende magt, mens kurieforsamlingen skulle være den lovgivende magt. Man svor samtidig, at man aldrig igen ville lade en konge herske over Rom. Endvidere vælger man Lucius Junius Brutus og Lucius Tarquinius Collatinus – Lucretias mand – som den nye Romerske Republiks første konsuler. |
| 509 f.Kr. | Slaget ved Silva Arsia: Tarquinske og veientinske styrker – der var loyale over for Lucius Tarquinius Superbus – bliver besejret i Silva Arsia af en romersk hær. Lucius Junius Brutus bliver dræbt. Publius Valerius Publicola, der vendte tilbage til Rom med krigsbyttet, bliver tildelt den første romerske triumf den 1. marts. |
| 509 f.Kr. | Konsulen Publius Valerius Publicola udfærdiger en række liberale reformer, herunder at åbne konsul-embedet for alle romerske borgere og at placere statskassen under administration af udpegede kvæstorer. |
| 509 f.Kr. | 13. september: Jupiter Optimus Maximus-templet blev ceremonielt dedikeret til den kapitolinske triade. |
| 508 f.Kr. | Romersk-etruskiske krige: En clusisk hær formåede ikke at indtage Rom. |
| 504 f.Kr. | Romersk-sabiske krige: Romersk sejr over sabinerne i slaget i 504 f.Kr. af konsul Publicus. |
| 501 f.Kr. | I lyset af en potentiel sabinsk invasion vedtog Senatet et senatus consultum, der bemyndigede konsulerne til at udpege en diktator, en magistrat, der havde den absolutte magt under en national nødsituation. Diktatoren ville udnævne magister equitum, chefen for kavaleriet. Konsulerne Titus Larcius og Postumus Cominius Auruncus valgte førstnævnte som diktator. |

## 5. århundrede f.Kr.
| År        | Begivenhed |
| --------- | --- |
| 496 f.Kr. | Slaget ved Regillus-søen: Det Latinske Forbund invaderer nær det moderne Frascati, i et forsøg at geninstallere Lucius Tarquinius Superbus på den romerske trone. |

## 4. århundrede f.Kr.
| År        | Begivenhed                                                                                 |
| --------- | ------------------------------------------------------------------------------------------ |
| 396 f.Kr. | Slaget ved Veii: Romerske styrker ledet af diktatoren Marcus Furius Camillus erobrer Veii. |

## 3. århundrede f.Kr.
| År        | Begivenhed |
| --------- | --- |
| 300 f.Kr. | Lex Ogulnia bliver vedtaget, hvilket tillader plebejerne at blive præster. |
| 264 f.Kr. | Første Puniske Krig (264–241 f.Kr.) indledes: mamertinerne anmoder Rom om assistance i deres kamp mod karthagerne på Sicilien. |
| 264 f.Kr. | Slaget ved Messana: En romersk styrke besejrede en karthaginsk og siracusansk garnison ved Messina. |
| 256 f.Kr. | Romerne sejrer over karthagerne i et af de største søslag i verdenshistorien, Søslaget ved Kap Ecnomus. |
| 241 f.Kr. | Lutatius-traktaten mellem Karthago og den Romerske Republik underskrives, der officielt afslutter den Første Puniske Krig. Karthago pålægges at betale en krigsskadeerstatning på 3.200 talenter sølv til Rom. Desforuden pålægges Karthago at afstå besiddelser på Sicilien, samt øgrupper nær Sicilien, til den Romerske Republik. |
| 237 f.Kr. | Karthago indvilliger i at betale yderligere 1.200 talenter sølv samt opgiver sine krav i forhold til Sardinien og Korsika til Rom. Disse yderligere indrømmelser gives i forlængelse af Lejesoldatskrigen (241–237 f.Kr.), hvor Karthago forsøgte at nedkæmpe et mytteri. |
| 218 f.Kr. | Anden Puniske Krig (218–201 f.Kr.) indledes: efter otte måneders belejring bliver Saguntum (en romersk allieret) indtaget og plyndret af karthaginske general Hannibal. Den Romerske Republik beklagede sig efterfølgende overfor den karthaginske regering og sender en delegation ledet af Quintus Fabius Maximus til Karthago med deres krav. Disse krav bliver afvist, hvorefter den Romerske Republik erklærer krig mod Karthago i foråret 218 f.Kr. |

## 2. århundrede f.Kr.
| År        | Begivenhed |
| --------- | --- |
| 200 f.Kr. | Anden Makedonske krig: en romersk flåde ankommer til Illyrien for at afhjælpe en makedonsk belejring af Abydos.                                                                  |
| 149 f.Kr. | Tredje Puniske Krig (149–146 f.Kr.) indledes: den Romerske Republik erklærede krig mod Karthago, efter at                                                                        |
| 133 f.Kr. | Plebejertribunen Tiberius Gracchus bliver slået ihjel af en hob af senatorer ledet af Pontifex Maximus Publius Cornelius Scipio Nasica Serapio.                                  |
| 121 f.Kr. | Den første Senatus consultum ultimum bliver udstedt, som giver konsulen Lucius Opimius nødbeføjelser til at nedkæmpe Gajus Gracchus.                                             |
| 112 f.Kr. | Jugurthakrigen: Romerske Republik erklære krig mod Numidien. |
| 107 f.Kr. | Gajus Marius indfører den nye hær-reform, som indfører brugen af elitesoldater frem for almindelige ukampdygtige bønder, pension efter soldatertiden i form af jord eller penge. |

## 1. århundrede f.Kr.
| År        | Begivenhed |
| --------- | --- |
| 100 f.Kr. | Julius Cæsar bliver født d. 12. juni. |
| 100 f.Kr. | Gajus Marius valgt som konsul for 6. gang på blot 8 år. |
| 91 f.Kr.  | Forbundsfællekrigen (91–87 f.Kr.): en borgerkrig mellem de romerske borgere og de italienske forbundsfæller. |
| 69 f.Kr.  | Ved sin tantes begravelse proklamerer Julius Cæsar at han er efterkommer af Æneas og dermed Venus. |
| 63 f.Kr.  | Marcus Tullius Cicero bliver valgt som konsul |
| 59 f.Kr.  | Første Triumvirat: Julius Cæsar bliver valgt som konsul. Det Første Triumvirat blev dannet året forinden af Cæsar, Crassus og Pompejus. |
| 58 f.Kr.  | Cæsars udnævnes som guvernør i Gallien. |
| 49 f.Kr.  | Cæsar krydser floden Rubicon, hvilket markerer starten på Cæsars Borgerkrig (49–45 f.Kr.) |
| 46 f.Kr.  | Cæsar bliver gjort til diktator i foreløbig ti år. |
| 44 f.Kr.  | Cæsar bliver gjort til diktator for livstid og bliver kaldt ”Roms Landsfader”. Idus martius 15. marts bliver Cæsar dræbt af senatsmedlemmer. Cæsars nieces søn, Octavian, arver Cæsars formue. Octavian og Marcus Antonius fører nu krig mod hinanden om magten i Rom, men de to slår sig senere sammen for at hævne Julius Cæsar. |
| 43 f.Kr.  | Et nyt triumvirat dannes af Octavian og Marcus Antonius. |
| 42 f.Kr.  | Cæsars mordere bliver dræbt og nu starter Octavian og Antonius krig mod hinanden igen. Antonius og Cleopatra finder sammen. |
| 31 f.Kr.  | Slaget ved Actium: Antonius og Kleopatra begår begge selvmord. Octavian skifter navn til det mere kendte navn Augustus, ”Den Ophøjede”, og bliver den første rigtige romerske kejser. |
| 27 f.Kr.  | Det Julisk-Claudiske dynasti. |

## 1. århundrede
| År | Begivenhed                                                               |
| -- | ------------------------------------------------------------------------ |
| 30 | Ægypten lægges under Rom.                                                |
| 64 | Roms brand. Jøder og kristne forfølges og gøres til martyrer.            |
| 66 | Første jødisk-romerske krig; den første af tre jødiske opstande i Judæa. |
| 69 | Det Flaviske dynasti.                                                    |

## 4. århundrede
| År  | Begivenhed |
| --- | --- |
| 364 | Valentinians dynasti. |
| 395 | Romerriget deles i Vest- og Østromerske rige. Mens Vestromerriget herfra begynder at svækkes og indskrænkes vokser Østromerriget. De to hovedstæder er fra nu af byen Rom i vest og Konstantinopel i øst efter Konstantin den Store. |

## 5. århundrede
| År  | Begivenhed                     |
| --- | ------------------------------ |
| 476 | Det Vestromerske Rige opløses. |

## 15. århundrede
| År   | Begivenhed |
| ---- | --- |
| 1453 | Konstantinopels fald: osmanniske hærstyrker trængte ind i Konstantinopel. Basileus Konstantin XI Palaiologos bliver dræbt. |